# Episodi de La coppia quasi perfetta
La prima stagione della serie televisiva La coppia quasi perfetta (The One), composta da otto episodi, è stata trasmessa in prima visione dal 12 marzo 2021 su Netflix.
| nº | Titolo italiano | Prima TV UK   | Prima TV Italia |
| -- | --------------- | ------------- | --------------- |
| 1  | Episodio 1      | 12 marzo 2021 | 12 marzo 2021   |
| 2  | Episodio 2      | 12 marzo 2021 | 12 marzo 2021   |
| 3  | Episodio 3      | 12 marzo 2021 | 12 marzo 2021   |
| 4  | Episodio 4      | 12 marzo 2021 | 12 marzo 2021   |
| 5  | Episodio 5      | 12 marzo 2021 | 12 marzo 2021   |
| 6  | Episodio 6      | 12 marzo 2021 | 12 marzo 2021   |
| 7  | Episodio 7      | 12 marzo 2021 | 12 marzo 2021   |
| 8  | Episodio 8      | 12 marzo 2021 | 12 marzo 2021   |

## Episodio 1
- Diretto da: Catherine Morshead
- Scritto da: Howard Overman

## Episodio 2
- Diretto da: Catherine Morshead
- Scritto da: Howard Overman

## Episodio 3
- Diretto da: Catherine Morshead
- Scritto da: Howard Overman

## Episodio 4
- Diretto da: Jeremy Lovering
- Scritto da: Howard Overman

## Episodio 5
- Diretto da: Jeremy Lovering
- Scritto da: Howard Overman

## Episodio 6
- Diretto da: Jeremy Lovering
- Scritto da: Howard Overman

## Episodio 7
- Diretto da: Brady Hood
- Scritto da: Howard Overman

## Episodio 8
- Diretto da: Brady Hood
- Scritto da: Howard Overman